# Hugo Behrens
Ludwig Albert Hugo Behrens (* 21. Juli 1820 in Hamburg; † 7. November 1910 in Kötzschenbroda), Pseudonym B. Renz, war ein deutscher Schriftsteller und Militärarzt.

## Leben

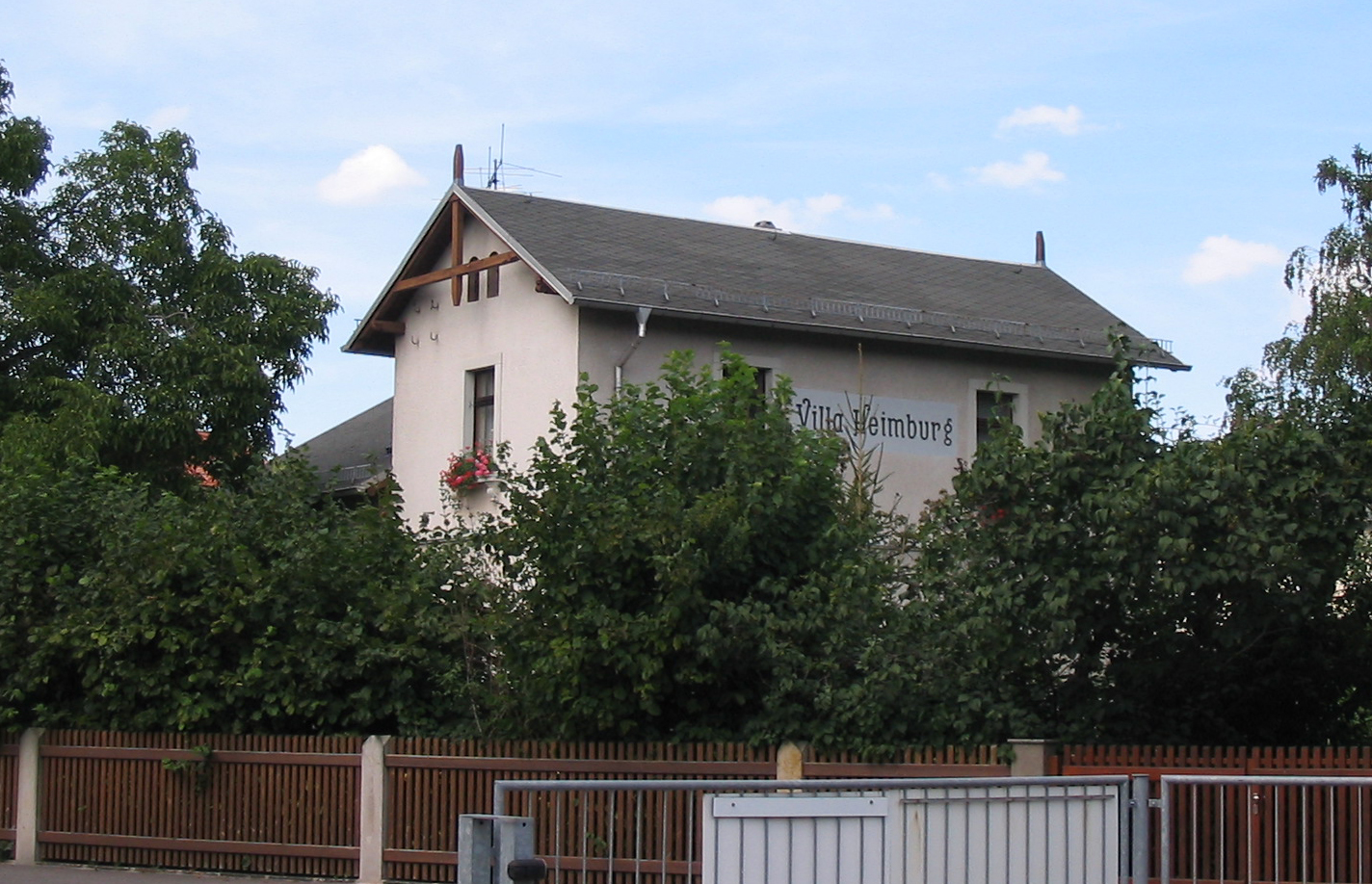
Villa Heimburg in der Hermann-Ilgen-Straße

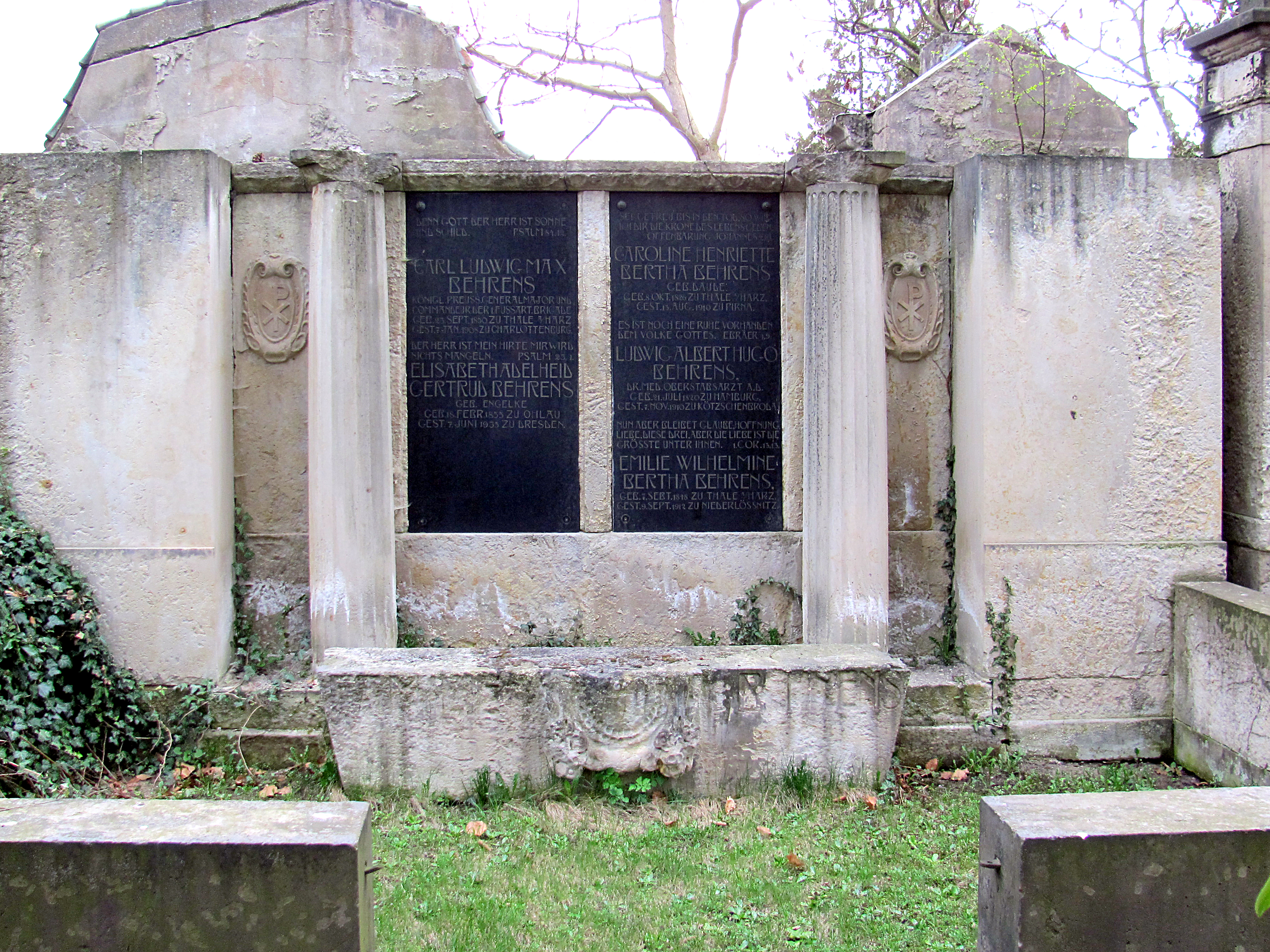
Familiengrab Behrens

Behrens wurde als Militärarzt häufig beruflich versetzt. Auf einer dieser Stationen, in Thale am Nordostrand des Harzes, wurden ihm seine Tochter Bertha Behrens geboren, die später als Schriftstellerin unter dem Pseudonym Wilhelmine Heimburg als legitime Nachfolgerin von E. Marlitt galt, sowie sein Sohn Carl Ludwig Max Behrens, der die Militärlaufbahn im preußischen Heer einschlug und General wurde.
1881 zog Behrens mit seiner Tochter nach Kötzschenbroda, wo sie gemeinsam in der heutigen Hermann-Ilgen-Straße 21 wohnten.
Aufgrund der großen Erfolge seiner Tochter wandte sich Behrens unter dem Pseudonym B. Renz ebenfalls der Schriftstellerei zu.
Behrens wurde im Familiengrab auf dem Friedhof Radebeul-West begraben, zusammen mit seiner Ehefrau und drei Kindern, darunter Tochter Bertha und Sohn Carl Ludwig Max.

## Werke
- Feurige Kohlen, 1885.
- Nach dem Sturm, 1887.
- Hamburger Geschichten, 1896.
- Im Gertraudenhof, 1902.
- Die polnische Gefahr und andere Novellen, 1905.